# Lajos Dinnyés
Lajos Dinnyés (Alsódabas, 16 aprile 1901 – Budapest, 3 maggio 1961) è stato un politico ungherese, primo ministro dal 1947 al 1948.
Membro del partito agrario dal 1929 e successivamente rappresentante del Partito dei Piccoli Proprietari Indipendenti dopo la fusione tra i due nel 1930. Tra il 1931 ed il 1938 fu deputato in rappresentanza della sua città natale.
Nel marzo 1947 fu ministro della Difesa nel governo di Ferenc Nagy. Dopo le dimissioni di quest'ultimo, il 30 maggio 1947, Dinnyés divenne primo ministro. Alle elezioni dell'agosto 1947 il Partito dei Piccoli Proprietari Indipendenti venne sconfitto dai comunisti guidati da Mátyás Rákosi. Dinnyés rimase in carica fino al 1948 ma il potere ormai era saldamente in mano alle forze filo-sovietiche che procedettero alla nazionalizzazione delle banche, delle fabbriche e degli altri settori dell'economia del Paese.
In seguito Dinnyés ricoprì la carica di vicepresidente del Parlamento e, durante la rivoluzione ungherese del 1956, entrò a far parte dell'assemblea nazionale ad interim.